# Orchestre de chambre de Munich
L'Orchestre de chambre de Munich (en allemand : Münchener Kammerorchester, MKO), aussi connu internationalement sous le nom de Munich Chamber Orchestra, est un orchestre de chambre allemand fondé en 1950.

## Présentation
L'Orchestre de chambre de Munich est créé en 1950,.  
Basé à Munich, l'ensemble se produit au Théâtre du Prince-Régent et dans d'autres lieux de la capitale bavaroise.  
Son catalogue discographique comprend une vingtaine d'enregistrements, principalement consacrés à la musique baroque ainsi qu'à la musique contemporaine.  
L'effectif instrumental de l'orchestre est celui d'un orchestre à cordes constitué de 28 musiciens permanents.  

## Chefs permanents
Comme chefs, se sont succédé à la tête de la formation : 
- Christoph Stepp (1950-1956)
- Hans Stadlmair (1956-1995)
- Christoph Poppen (en) (1995-2006)
- Alexander Liebreich (2006-2016)
- Clemens Schuldt (depuis 2016[5])

## Créations
Depuis 1995, l'Orchestre de chambre de Munich a créé environ 80 partitions contemporaines.
Parmi les créations notables de l'ensemble figurent des œuvres de Nicolas Bacri (Double concerto pour violon, hautbois et cordes, 2006), Vykintas Baltakas (Cantio, opéra de chambre, 2004), Günter Bialas (de) (Musique pour onze cordes, 1970), Gloria Coates (Symphonie no 14, pour cordes et timbales, 2003), Helmut Eder (en) (Concerto pour violon no 1, 1964 ; Memento, 1971 ; Vertraute Räume, op. 98), Ada Gentile (La liberazione di Ruggiero dall'isola d'alcina, opéra, 1994), Georg Friedrich Haas (Unheimat, 2009), Wilfried Hiller (en) (Gilgamesh, 2002), Milko Kelemen (Interplay pour cor anglais, hautbois d'amour, hautbois et orchestre, 2000), Wilhelm Killmayer (Fin al punto, 1971), Gideon Lewensohn (Viol Alive pour alto, percussion et cordes, 2005), Tigran Mansourian (Requiem, 2011), Krzysztof Penderecki (Sinfonietta no 3, 2012), Aribert Reimann (Drei Gedichte der Sappho, 2000), Hans Stadlmair (Capriccio pour flûte et cordes, 1992 ; Xenien, 2000), Erkki-Sven Tüür (Questions..., 2007), Jörg Widmann (Frie Stücke, 2002), Iannis Xenakis (Voile, commande, 1995) et Ruth Zechlin (en) (Concerto pour percussion et cordes, commande, 2002).